# Zagrad (Velika Kladuša)
Pour les articles homonymes, voir Zagrad.
Zagrad (en cyrillique : Заград) est un village de Bosnie-Herzégovine. Il est situé dans la municipalité de Velika Kladuša, dans le canton d'Una-Sana et dans la fédération de Bosnie-et-Herzégovine. Selon les premiers résultats du recensement bosnien de 2013, il compte 1 441 habitants.

## Géographie
Le village est situé à l'ouest de Velika Kladuša, à la frontière entre la Bosnie-Herzégovine et la Croatie, sur les bords de la rivière Grabarska.

## Histoire
La mosquée de Zagrad, construite en 1879 à l'emplacement d'une mosquée plus ancienne ; sa cour intérieure (en bosnien : harem) abrite environ 100 nişans (stèles ottomanes) ; cet ensemble est inscrit sur la liste des monuments nationaux de la Bosnie-Herzégovine.

## Démographie

### Évolution historique de la population dans la localité
| 1948 | 1953 | 1961 | 1971 | 1981 | 1991  | 2013  |
| ---- | ---- | ---- | ---- | ---- | ----- | ----- |
| -    | -    | 405  | 501  | 652  | 1 157 | 1 441 |

|  |